# Бенгет
Бенгет (таг. Benguet) — одна из провинций Филиппин, находится в Кордильерском административном регионе. Административный центр — город Ла-Тринидад.

## География
Граничит с провинциями: Южный Илокос (на северо-западе), Горная провинция (на северо-востоке), Ифугао и Нуэва-Виская (на востоке), Пангасинан (на юге) и Ла-Унион (на западе). Расположена на острове Лусон, не имеет выхода к океану. Площадь составляет 2655,4 км². На территории Бенгет находится крупный город Багио, однако он не является частью провинции.

## Историко-археологические сведения
Муниципалитет Кабаян провинции Бенгет известен  несколькими десятками пещер с захороненными в них древними мумиями народа ибалои. Эти объекты вызывают интерес у туристов и ученых всего мира.
Для осмотра и посещения открыты: Бангао — пещера в предгорьях Табайок,  Тинонгчол — скала с несколькими пещерами, Опдас (Опдас-кейв) — переоборудованная погребальная пещера.
На территории провинции Бенгет близ автомобильной трассой N208, соединяющей Багио и Пуго, в 1980—2002 годах стоял 30-метровый бюст Фердинанда Маркоса, ныне разрушенный.

## Население
Население по данным переписи 2010 года составляет 722 620 человек (вместе с Багио) или 403 944 человека (без Багио). По данным переписи 2000 года народ канканаэй составляет 43 % населения, ибалои — 29,2 %, илоки — 13,4 %. Среди других этнических групп проживают также икалаханы (3,7 %) и тагалы (2,4 %).
По данным на 2013 год численность населения составляет 405 294 человека.
Динамика численности населения провинции по годам:
| 2000    | 2007    | 2013    |
| ------- | ------- | ------- |
| 330 129 | 372 533 | 405 294 |

## Административное деление
В административном отношении провинция делится на 13 муниципалитетов и город Багио, который является независимым городом и включается в состав провинции лишь для статистических целей.
| - Аток - Бакун - Бокод - Бугуяс - Итогон - Кабаян - Капанган | - Кибунган - Ла-Тринида - Манкаян - Саблан - Туба - Тублай |

## Экономика
Основу экономики провинции составляет сельское хозяйство, горнодобывающая промышленность и туризм. Основные сельскохозяйственные культуры включают: картофель, салат, морковь, горох, фасоль, землянику. Имеются предприятия по переработке фруктов и арахиса, разведению цветов, плетению корзин.
Бенгет — один из крупнейших в стране производителей золота. Имеются также месторождения серебра, меди, пирита, известняка. Город Багио является важным туристическим центром.